# Romano Artioli
Romano Artioli, född 5 december 1932 i Moglia, Italien, är en italiensk entreprenör mest känd för att ha återupplivat bilmärket Bugatti under slutet av 1980-talet och början av 1990-talet.

## Biografi

### Tidiga år och entreprenörskap
Som barn fascinerades Artioli av bilar och motorer, bland annat genom en bok om körkort som han återkom till gång på gång. 
Han studerade till maskiningenjör och byggde upp erfarenhet genom bilreparationer, vilket ledde till att han startade egna verksamheter inom bilhandel och import under 1980-talet. Tack vare framgången i dessa företag började han föra samtal med franska myndigheter om att förvärva varumärket Bugatti, vilket kulminerade i bildandet av Bugatti Automobili S.p.A. 1987.

### Återupplivandet av Bugatti och EB110
År 1987 grundade Artioli Bugatti Automobili S.p.A. Han valde att etablera verksamheten i Campogalliano, nära Modena, istället för ursprungliga Molsheim, då de tekniska resurserna bäst fanns i Italien. Där uppförde han ett toppmodernt tillverkningskomplex på 240 000 m². 
Romano Artioli samlade ett team av framstående ingenjörer och formgivare – däribland Nicola Materazzi, Marcello Gandini och Giampaolo Benedini – för att utveckla superbilmodellen EB110, som lanserades 1991 på Ettore Bugattis 110‑årsdag. EB110 blev känd för sin avancerade teknik, vilket gjorde den till sin tids snabbaste serieproducerade superbil.

### Konkurs och arv
Trots modellens tekniska framgångar påverkades Bugatti av den globala ekonomiska nedgången och den 23 september 1995 ansökte Artioli om konkurs för företaget.